# Kruiswoordpuzzel

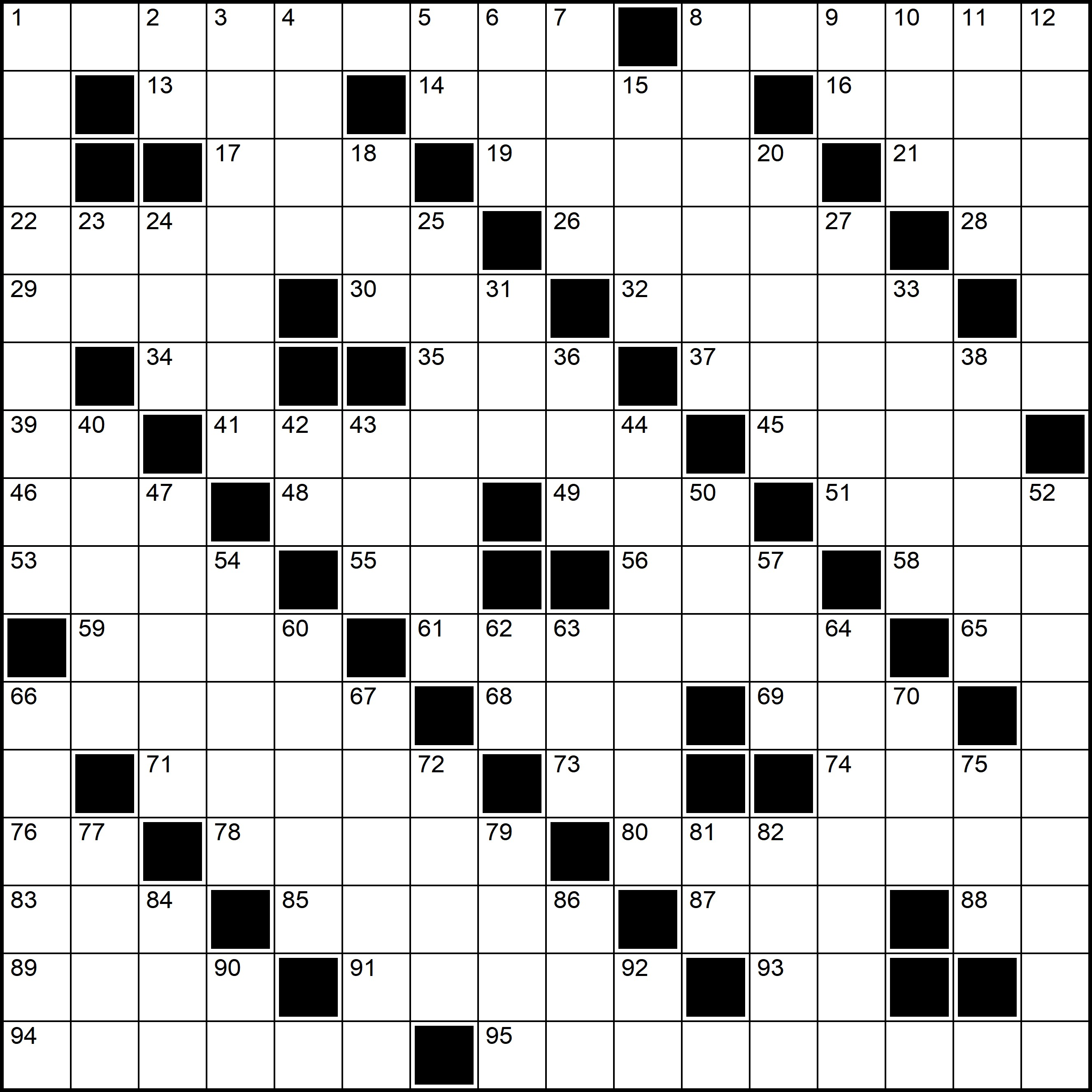
Kruiswoordpuzzel met zwarte vakjes in Italiaanse stijl

Een kruiswoordpuzzel of kruiswoordraadsel is een woordpuzzel, populair in kranten, tijdschriften en puzzelboeken. Ook zijn kruiswoordraadsels op websites te vinden, waarbij ze via de computer of op de smartphone of tablet kunnen worden ingevuld met behulp van het toetsenbord van de computer of bij smartphones of tablets via het touchscreen met een virtueel toetsenbord.
Door in een patroon van vakjes de letters van woorden in te vullen, is de puzzel op te lossen. De antwoorden kunnen worden gegeven aan de hand van omschrijvingen. De omschrijvingen zijn genummerd, en in het diagram moet bij het bijbehorende nummer het antwoord worden ingevuld. Puzzelaars kunnen bij het zoeken naar woorden gebruik maken van een puzzelwoordenboek of een speciale puzzelwoordenboek-site op het internet. Daarnaast zijn er in de verschillende app-stores digitale puzzelwoordenboeken verkrijgbaar, die op de smartphone of tablet kunnen worden geïnstalleerd. Dit is handig voor onderweg of op een terras. Er hoeft dan geen puzzelwoordenboek te worden meegenomen.
De woorden kunnen zowel horizontaal als verticaal worden ingevuld. De vakjes voor en na het woord zijn zwart gemaakt, zodat bekend is hoe lang het woord is. De zwarte vakjes vormen meestal een symmetrisch patroon, hoewel dit niet noodzakelijk is. De diagrammen van de Nederlandse kruiswoordpuzzels bestaan voor minder dan 20% uit zwarte vakjes. Belangrijk is wel dat de witte vakjes één aaneengesloten gebied vormen en dat er geen geïsoleerde 'eilanden' in het rooster staan. Bij de constructie van een kruiswoordpuzzel dient men woorden in een diagram in te vullen zodanig dat er rekening gehouden wordt met de zwarte vakjes en de beschikbaarheid van bestaande woorden. Dit is een NP-volledig probleem.

## Geschiedenis van de kruiswoordpuzzel
Al eeuwenlang houden mensen zich bezig met het oplossen van raadsels, en het met taal verbergen of vervormen van informatie. Amerikaanse puzzels zijn ouder dan de Nederlandse. In Amerika bestond sinds 1883 het puzzelplatform ‘The National Puzzlers’ League’. Leden bespraken daarin bestaande, afgeleide en nieuwe puzzelsoorten. De puzzels werden ruwweg in drie groepen verdeeld. De ‘cryptograms’ bestonden uit geheimschrift zoals die door geheime diensten werden gehanteerd. De ‘flats’ waren eendimensionale puzzels waarbij omschrijving een-op-een slechts tot een uit te schrijven oplossing kon leiden. Tot de flatsoorten horen bijvoorbeeld anagrammen, rebussen en charades. De derde groep was de ‘forms’ waaronder behalve wiskundige figuren ook kruiswoordpuzzels en cryptogrammen vallen. Het Nederlandse ‘cryptogram’ ontwikkelde zich later tot een duidelijk andere puzzelsoort dan het Engelse ‘cryptogram’.
Al voor 1930 verschenen in Nederlandse kranten en tijdschriften raadsels en puzzels die gebaseerd waren op een aantal principes:
- vervanging:

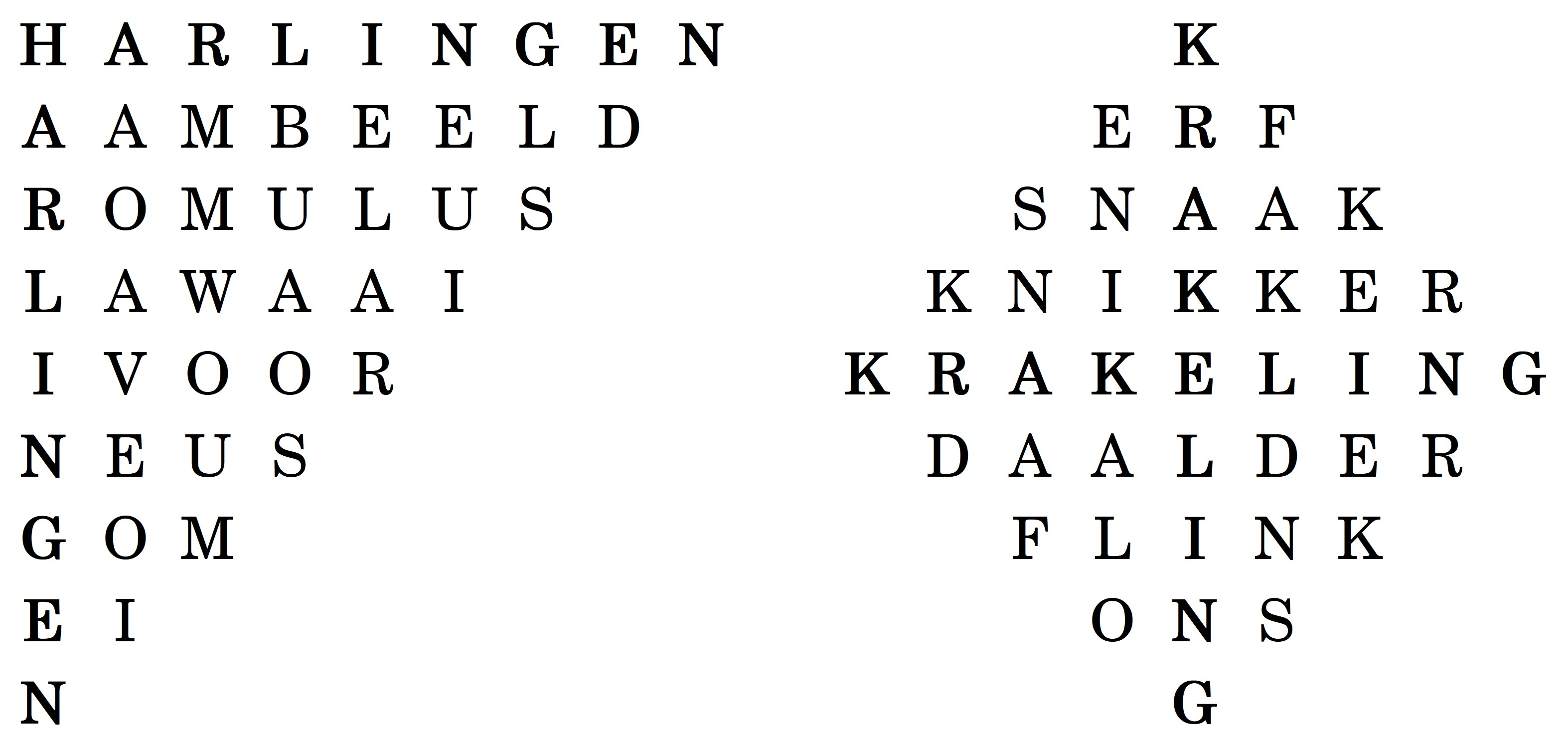
Vroege Nederlandse 'kruisraadsels' zoals die rond 1914 verschenen in de rubriek "Raadsels" van het Algemeen Handelsblad.

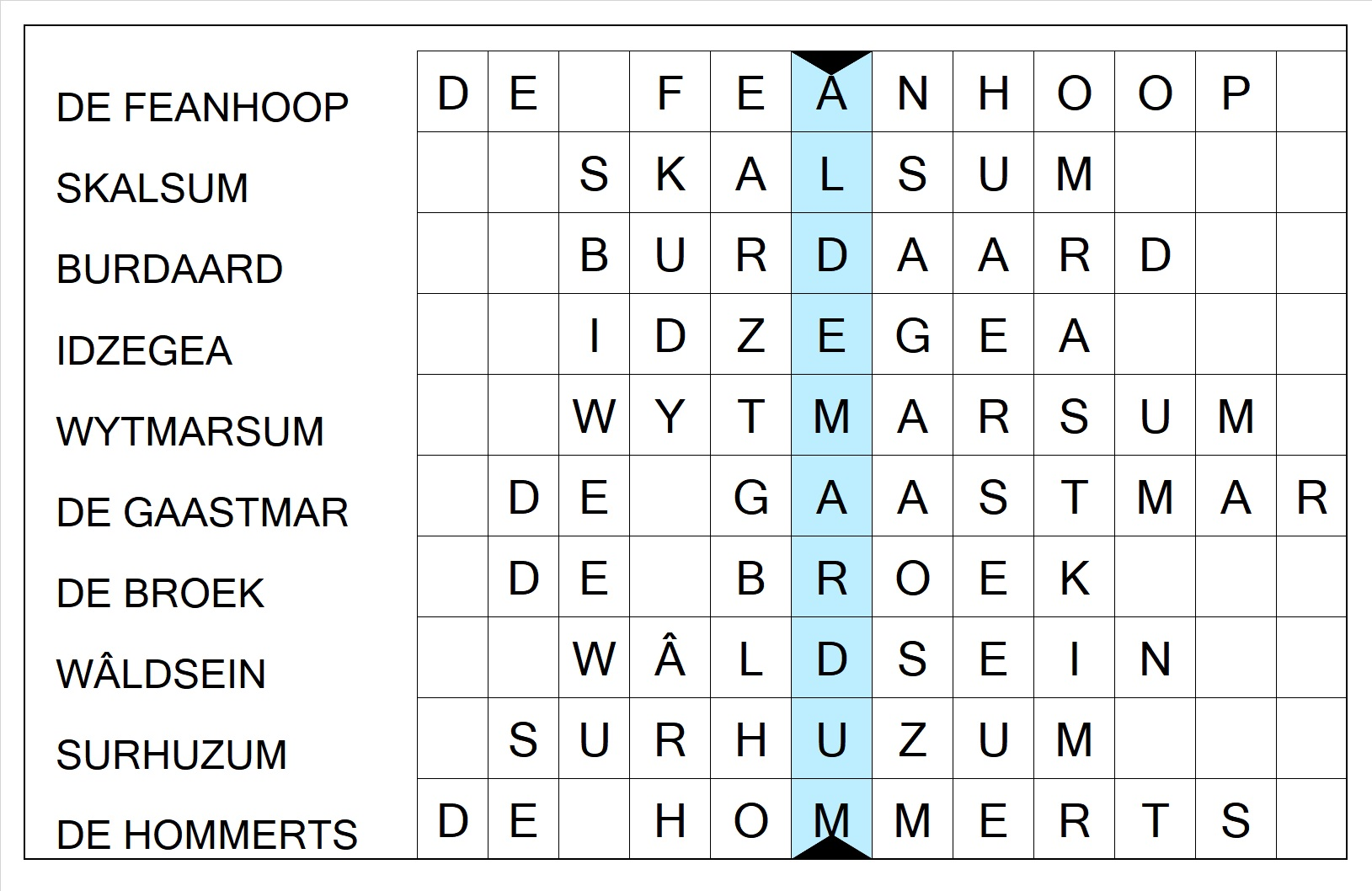
Verschuifpuzzel als voorbeeld van herschikking

Bij de Rebus is natuurlijke taal is vervangen door beeldtaal. Andere voorbeelden zijn de cijfer- en letterraadsels: er is geen een-op-eenverband is tussen een letter en een cijfer. Die zijn te beschouwen als de voorloper van de Filippinepuzzel.
- herschikking

De eenvoudigste vorm is de verschuifpuzzel, na het horizontaal verschuiven van woorden wordt verticaal een oplossingswoord zichtbaar. Hier is dus sprake van kruisende letters. Tot herschikking kan ook de algemene woordopgaaf worden gerekend: Hoeveel woorden van 4 of 5 letters kunnen worden gemaakt uit een gegeven woord, waarbij letters niet tweemaal mogen voorkomen? Iets moeilijker is het invullen van omschreven woorden waarbij het totaal aan benodigde puzzelletters is gegeven. ‘Geen rozen zonder 1, 12, 12, 6, 17, 14, 17’ (doornen). In plaats van gegeven letters kunnen er ook lettergrepen worden gegeven. Voorbeelden van herschikking zijn ook anagrampuzzels, visitekaartjes, citaatpuzzels en paardensprongpuzzels.
- toevoeging/weglating

Een voorbeeld van toevoeging en weglating is de omschrijving: 'Plaats in een zuivelproduct een medeklinker en het verandert in een schip'.(boter-botter). Een omschrijving die al wat lijkt op de latere cryptogrammen is: 'De barbier zit zonder drank aan de tap' (barbier-bier=bar) Door een letter voor, in of achter een omschreven woord te plaatsen ontstaat bijvoorbeeld verticaal een oplossingswoord met een nieuwe betekenis. In plaats van toevoegen kan er ook een letter worden weggelaten. De weggelaten letters vormen dan de eindoplossing. De charade is een vaak gebruikte puzzel.
Kranten

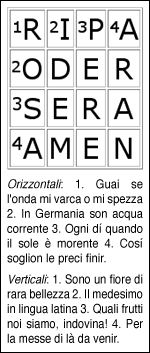
Kruiswoordopgave van Giuseppe Airoldi uit 1890

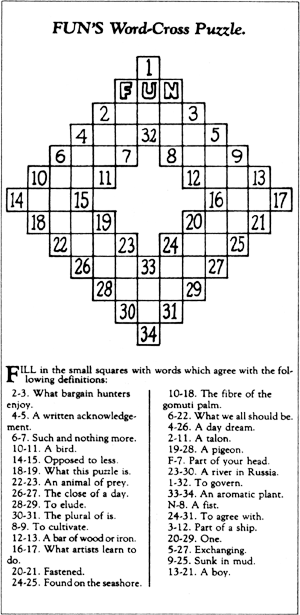
De eerste kruiswoordpuzzel van 21 december 1913

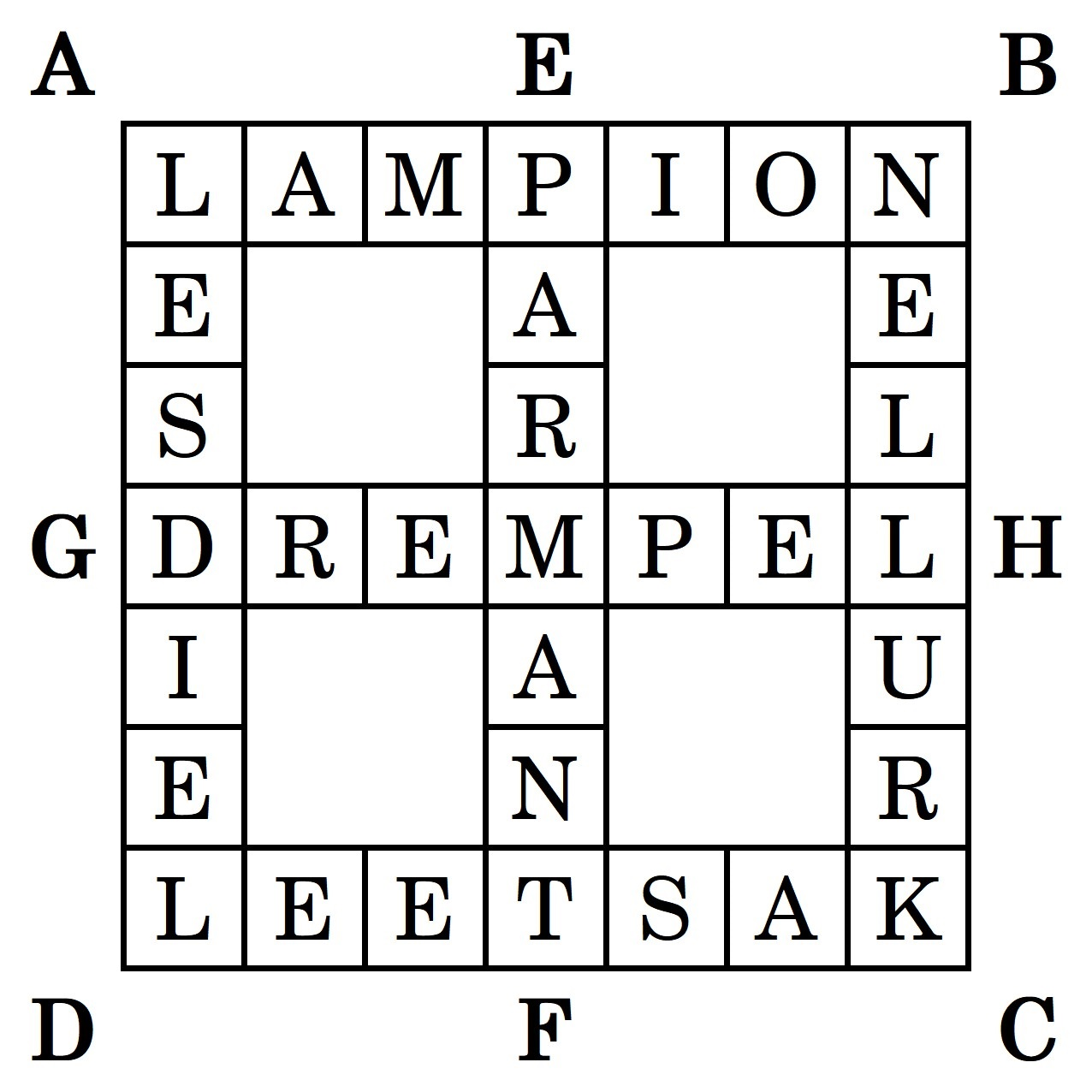
Aanzet tot de eerste Nederlandse kruiswoordpuzzel in het Algemeen Handelsblad van 20 december 1913)

Kranten en weekbladen stonden aan de basis van de opkomst van kruiswoordpuzzels. Het Algemeen Handelsblad had in de negentiende eeuw al rubrieken die bedoeld waren om kinderen en volwassenen in aanraking te brengen met zaken die als ontspannend en leerzaam werden beschouwd. In het bijzonder het Algemeen Handelsblad ontwikkelde al vroeg een brede puzzeltraditie. Ook De Telegraaf plaatste al vrij vroeg puzzels voor kinderen. Van de weekbladen onderhield De Groene Amsterdammer al in de negentiende eeuw zijn lezers met logische, wiskundige en taalpuzzels. De dagbladen De Tijd en Het Volk kwamen pas in de twintigste eeuw met puzzels voor hun lezers.
In de eerste helft van de twintigste eeuw verwierven puzzels een vaste plaats naast het schaken, het dammen en in de meeste kranten ook het bridgen. Bij de puzzelrubrieken stonden vaak taalgrappen, versprekingen en werden bizarre misverstanden besproken. Toen de kranten in de jaren vóór de Eerste Wereldoorlog in omvang toenamen ontstond ruimte voor puzzelen. Het Algemeen Handelsblad had vanaf 1907 de dagelijkse rubriek 'Onder de Streep' met woordspelletjes, woordgrapjes, rekenpuzzels en stripverhalen voor de jeugd, gedichtjes en rijmpjes, anekdotes, en allerlei vormen van puzzelen. Een voorbeeld was de charade: ‘Mijn eerste deel is een lichaamsdeel, mijn tweede deel het tegengestelde van “boven”, mijn derde en vierde deel zitten op een wijzerplaat, mijn geheel zie je dagelijks op school’ (hoofd-onder-wijzer). Een ander voorbeeld is: 'Welke appels, fijn en rond, steek je toch nooit in den mond?' (oogappel). De eerste puzzelrubrieken waren bedoeld om kinderen en volwassenen in aanraking te brengen met zaken die als ontspannend en leerzaam werden beschouwd. Na de Eerste Wereldoorlog hadden de meeste kranten een speciale redacteur voor kinderen met namen als 'Tante Helene' en 'Tante Tine' (De Telegraaf), 'Oom Jaap' (De Nederlander) en sinds oktober 1923 ‘dr. Linkerhoek’ met zijn rubriek ‘Onder de Streep’ (Algemeen Handelsblad). Vanaf 1923 konden kinderen hun oplossing insturen. Uit de 2000 ingezonden oplossingen werden voor het eerst puzzelprijzen verloot.

## Eerste kruiswoordpuzzel
Wie de eerste kruiswoordpuzzel publiceerde hangt af van wat onder een kruiswoordpuzzel wordt verstaan.
Het satorvierkant dat werd gevonden in de ruïnes van Pompeï dateert van voor de jaartelling. Het is een veld van 5 bij 5, waarin 5 woorden staan die in alle richtingen hetzelfde aangeven (van links naar rechts, van rechts naar links, van boven naar beneden, van beneden naar boven). Het vormt een lang palindroom en leek op dat van een kruiswoordraadsel (hoewel het Boustrofedons bevatte). Bij het satorvierkant hoefde echter niets opgelost te worden, in tegenstelling tot kruiswoordpuzzels, waar puzzelaars worden uitgedaagd om de oplossing te vinden.
In 1873 publiceerde een zekere Hyperion in het tijdschrift St. Nicholas de "Double Diamond Puzzles", een soort kruiswoordpuzzel waarin de vakjes niet werden aangegeven. De gebruiker moest zelf de woorden plaatsen, op een apart papier. Waarschijnlijk ging Hyperion nog een paar jaar door met deze puzzels.
Het eerste "kruiswoord" uit 1890 van de Italiaan Giuseppe Airoldi wordt over het algemeen niet beschouwd als eerste kruiswoordpuzzel omdat zijn opgave een typerend element van de kruiswoordpuzzel mist: de zwarte vakjes. Airoldi's eerste kruiswoord verscheen in het Italiaanse maandblad Il Secolo Illustrato della Domenica een 4 x 4-diagram getiteld "Per passare il tempo" ("om de tijd te doden").
In de raadselrubriek van het Algemeen Handelsblad verscheen op 15 oktober 1910 een kruisraadsel in de categorie satorvierkant. Horizontaal en verticaal dienden dezelfde woorden te worden ingevuld. Hier is dus sprake van kruisende woorden, al ontbreken de zwarte vierkantjes van een kruiswoordpuzzel.
Het jaar 1913 was een doorbraak op het gebied van kruiswoordpuzzels. De eerste kruiswoordpuzzel die algemeen als zodanig wordt beschouwd was van de hand van de uit het Britse Liverpool afkomstige Arthur Wynne. Van zijn hand verscheen op 21 december 1913 de eerste kruiswoordpuzzel in de krant New York World, waarvan hij redacteur was. Ook de ruitpuzzel van Arthur Wynne heeft weliswaar geen zwarte vakjes, maar de centrale witte figuur vervult de functie van scheiding tussen de woorden van dezelfde regel die kruiswoordraadsels onderscheidt van klassieke geometrische spellen. Wynne noemde zijn crossword ‘een verbetering van een al lang bestaand genre’. Toen Wynne werd aangekeken op de vele fouten in de geplaatste krantenpuzzels werd zijn taak overgenomen door Margaret Petherbridge. Zij vereenvoudigde de notatie van de opgaven en gebruikte zwarte vakjes om het eind van een woord te markeren. Ook ontstond de conventie dat witte vakjes altijd met elkaar verbonden moesten zijn. De rechthoekige vorm werd een vierkant, nadat de symmetrie van de zwarte vakjes werd ingevoerd. Daarnaast bleven diagrammen in de vorm van bijvoorbeeld kerstbomen, geografische vormen, vlinders en personen.
Een dag voor de eerste 'crosswordpuzzle' van Wynne verscheen in het Algemeen Handelsblad een puzzel waarbij verschillende woorden elkaar horizontaal en verticaal kruisten. Bij deze puzzel van mevrouw J. Ohm-Schabeek staan echter nog geen woorden naast elkaar.
De eerste kruiswoordpuzzels werden gemaakt door redacteuren die deze taak naast hun gewone krantenwerk deden. Onder het kopje ‘Kruiswoorden-puzzles’ plaatste Dr. Linkerhoek in het Algemeen Handelsblad op 12 januari 1925 het eerste Nederlandse kruiswoordraadsel. Naast twee diagrammen beschreef hij hoe het raadsel opgelost moest worden. Hij vermeldde bovendien dat een ‘kruiswoordenpuzzle’ eigenlijk geen kinderwerk was, en kondigde aan dat de eerstvolgende zaterdag (17 januari) net zo’n ‘puzzle’ zou worden geplaatst. Voor de inzenders waren vijf educatieve prijzen beschikbaar. De puzzels die daarna verschenen waren ‘bestemd voor elke leeftijd’, en de rubriektitel ‘Onder de Streep voor Kinderen’ kreeg als naam ‘Denken en Doen’. Vijf dagen na het verschijnen van de introductie in het Algemeen Handelsblad verscheen in weekblad Het leven een Cross-Word-puzzle, een puzzel die op volwassenen was gericht. Het was een soortgelijke puzzel als die in het Algemeen Handelsblad. Nadat op 7 februari 1925 bij een kruiswoord- van chocoladefabrikant Bensdorp een bedrag van f100 kon worden gewonnen reageerde chocoladefabrikant Kwatta meteen door uit een totale prijzenpot van f 25.000 een hoofdprijs van f100 beschikbaar te stellen (driemaal het jaarsalaris van een dienstbode). Als gevolg van het succes gingen steeds meer firma’s kruiswoordpuzzels publiceren. Door de forse prijzen die te winnen waren werden de krantenpuzzels populair. met de f25.000 prijsvraag, waarbij de eerste prijs f1000 bedroeg. De NRC gebruikte als eerste de naam ‘puzzel’ in plaats van ‘puzzle’. De puzzelaars werden in de dertiger jaren bevraagd op het gebied van mythologie, de bijbel en vooral woordkennis. Naast andere puzzelsoorten verschenen in de meeste kranten om de veertien dagen een kruiswoordpuzzel. In de Tweede Wereldoorlog bleven in de zogeheten legale kranten nog lange tijd kruiswoordpuzzels verschijnen.
Nog voor 1930 verschenen in veel talen kruiswoordpuzzels, tenzij de alfabetten dat niet toelieten, zoals het Japans en Chinees. Het puzzelen zou in de eerste helft van de twintigste eeuw een vaste plaats verwerven naast schaken, bridgen en dammen. Talen waarin de kruiswoordpuzzels achtereenvolgens verschenen waren: Engels (21 december 1913: New York World), Italiaans (9 maart 1924: Domenica del Corriere), Deens (24 september 1924: Berlingske Tidende), Frans (9 november 1924: Le Dimanche Illustré), Zweeds (november 1924: Göteborgs-Tidningen), Pools (31 januari 1925: Kurierze Warszawskim), Fins (7 februari 1925: Suomen Kuvalehti), Spaans (22 maart 1925: ABC), Portugees (3 juni 1925: Sporting), Duits (1925: Berliner Illustrierte), Noors (1925: Aller), Hongaars (1925: Ma este)
De Amsterdamse uitgever Isaac Keesing maakte in Duitsland kennis met Das Deutsche Rätselbuch en kwam met een eigen Nederlandse uitgave. Zijn eerste Nederlandse puzzelboekje ‘Denksport’- met de ondertitel ‘voor volwassenen’ - verscheen op 3 oktober 1930 bij uitgeverij Keesing. De 16 pagina’s bevatten een groot aantal varianten van de kruiswoordpuzzel. Hoofdredacteur Ger Goedegebuure legde zich toe op kwaliteitsverbetering van bestaande puzzels en experimenteerde met nieuwe puzzelvormen. Zo verscheen van zijn hand de eerste doorloper. In het blad stonden verder puzzelsoorten met namen als cirkelraadsel, woordladder, koppelraadsel, traliewerk. Ook was er een kruiswoordpuzzel zonder zwarte vakjes. Ook waren er varianten in vormen en maten. Keesing stuurde gratis puzzels naar kranten en tijdschriften die nog geen kruiswoordpuzzels hadden en maakte reclame op aanplakzuilen. De NRC plaatste vanaf 1936 kruiswoordraadsels die niet meer door de krantenredactie waren gemaakt, maar door Denksport.
Rond 1940 hadden de meeste kranten wel een kruiswoordpuzzel die om de twee weken verscheen, en die gericht was op volwassenen. De Nederlandse kruiswoordraadsels waren gericht op het woordenboek, de Engelse crosswords waren meer gericht op een encyclopedie. In kerstpuzzels werden vaker kennisvragen gesteld en vragen uit de mythologie en de bijbel. Het woord ‘denksport’ verscheen in 1946 voor het eerst in een woordenboek. In ‘Kramers Nederlands woordenboek wordt ‘denksport’ door C.B. van Haringen omschreven als oefening van het denken als ontspanning (door raadsels e.d.). Hierbij werd nog niet gesproken over dammen, schaken en bridgen. Het puzzelblad Denksport kreeg in 1946 een concurrent in de vorm van het maandblad Puzzlesport, een uitgave van dat blad werd uitgegeven door Born in Assen. Naast kruiswoordraadsels en magische vierkanten bevatten de eerste nummers ook doorlopers en schaakproblemen. De kruiswoordpuzzels werden in de vijftiger jaren groter en de omschrijvingen werden aangepast aan het veranderende taalgebruik. Bij de omschrijvingen bleven woordenboeken de toetssteen. Toch bleven er ‘klassieke’ omschrijvingen van korte woorden met jargon als ‘Open plaats in het bos’ (tra), ‘oude lengtemaat’ (el) en ‘plaats in Gelderland’ (Ede). In de zeventiger jaren kwamen er naast de moeilijker kruiswoordpuzzels ook puzzelboekjes voor de jeugd. De moeilijkheidsgraad van de meeste puzzelbladen werden aangegeven met sterren of stippen. Die staan vooraan, op de kaft. Nul sterren of stippen zijn de gemakkelijkste en zeven (of acht) sterren zijn de moeilijkste. In de jaren zeventig werd het assortiment puzzelboekjes uitgebreid naar titels met een soort puzzel. De variëteit in kleine raadsels verdween na verloop van tijd. Veel puzzelaars stapten over van de klassieke kruiswoordpuzzel naar kruiswoordpuzzel met een ander uiterlijk, de Zweeds raadsel of ook Zweedse puzzel. Naarmate de puzzelaars na verloop van tijd steeds geroutineerder werden, ontstond behoefte aan moeilijker puzzels.

## Metapuzzels
Een metapuzzel is een puzzel die bestaat uit meerdere subpuzzels. De oplossingen van deze subpuzzels leiden gezamenlijk tot het oplossen van een eindpuzzel. Elke subpuzzel vormt een stuk van de grotere puzzel. Alle subpuzzels moeten worden opgelost om de uiteindelijke oplossing te vinden.
Metapuzzels worden vaak gebruikt in puzzeltochten en competities. Ze kunnen verschillende vormen aannemen, zoals kruiswoordpuzzels, logische puzzels, woordzoekers, enz. Het oplossen van een metapuzzel vereist vaak niet alleen het oplossen van de individuele subpuzzels, maar ook het ontdekken van het verband tussen de oplossingen van de subpuzzels.

## Varianten
Er bestaan vele varianten op de kruiswoordpuzzel:
- Een cryptogram is een kruiswoordpuzzel waarbij de oplossingen aan de hand van cryptische omschrijvingen moet worden gevonden.
- Een Zweeds raadsel werkt hetzelfde als een kruiswoordpuzzel, maar de omschrijvingen staan in het diagram (op de plaats van de normaal gesproken zwarte vakjes), met een pijltje naar waar het woord moet worden ingevuld.
- Bij doorlopers staan er geen zwarte vakjes in het diagram, en moeten de woorden in een regel of kolom achter elkaar ingevuld worden. De omschrijvingen van de woorden zijn ook per regel of kolom gegeven, zonder aan te geven hoe lang de woorden zijn. Soms is zelfs de regel of kolom niet aangegeven, dit wordt een geheel doorlopende doorloper genoemd.
- Bij een Amerikaans kruiswoordraadsel dienen niet alleen de woorden, maar ook de zwarte vakjes te worden ingevuld in het diagram.
- De Fransen hebben hun 'moits croisés’, de Duitsers hun 'Kreuzworträtsel', maar de Engelse 'crossword' en 'cryptic crossword' zijn geen zuivere tegenhangers van de Nederlandse kruiswoordpuzzel en het cryptogram.
- Een codekraker is een kruiswoordpuzzel waarbij in elk vakje een cijfer staat. Deze puzzel heeft geen omschrijvingen, maar elk cijfer staat voor een bepaalde letter. Gelijke cijfers zijn hierbij gelijke letters. Als hulpmiddel is één woord of zijn enkele letters reeds ingevuld. Aan de hand hiervan dienen de andere letters te worden gevonden, zodat uiteindelijk een ingevulde kruiswoordpuzzel ontstaat.
- De hersenbreker was 50 a 40 jaar geleden een vrij algemene puzzelsoort. De hersenbreker ziet er uit als een gewoon kruiswoordraadsel, alleen de omschrijving is anders. De letters hebben de waarde van hun plaats in het alfabet, dus a=1, b=2, ...., m=13, enz. .Als omschrijving wordt het product van de letterwaarden gegeven.

Voorbeeld van een woordvierkant:
| K E L K |
| E Z E L |
| L E N A |
| K L A S |
Het bordspel Scrabble en de app Wordfeud zijn gebaseerd op het principe van "kruisende woorden". Beide spelen vallen onder de taalspelen, maar daarbij ontbreekt een kenmerkend element van het puzzelen, namelijk dat door anderen gestelde problemen moeten worden opgelost.

## Software
Software om kruiswoordpuzzels te maken bestaat al sinds 1976; Een populair voorbeeld was Crossword Magic voor de Apple II in de jaren tachtig. De vroege software ging uit van een ingevoerde lijst met stopwoorden en omschrijvingen en plaatste de antwoorden vervolgens automatisch in een geschikt raster. De overgang van voornamelijk handgemaakte puzzels naar computerondersteunde puzzels begon eind jaren negentig toen computers voldoende geheugen hadden om diagram-algoritmen bruikbaar te maken (Windows 3.1). Zo verscheen in 1993 het programma Crossword Compiler van Antony Lewis, met bijbehorende woordenboeklijsten. Volgens de makers leidde dit tot interessantere en creatievere puzzels en verminderde het het aantal saaie vraag-antwoord-'stoplappen'. Bij doorloperpuzzels kan de software evenwel helpen om het diagram met langere woorden te vullen.
Door menselijk vernuft te combineren met algoritmisch vermogen, verleggen serieuze puzzelmakers de grenzen van de voorraad levendige woorden en andere ideeën. Bij het schrijven van een kruiswoordpuzzel "zaait" een ontwerper het raster meestal met thema-items of, in het geval van themaloze puzzels, woorden of zinsneden die ze daadwerkelijk willen gebruiken. De maker plaatst vervolgens de zwarte vakjes en begint uiteindelijk de rest in te vullen.
Moderne software beschikt over grote databases met omschrijvingen en antwoorden, waardoor de computer willekeurig woorden voor de puzzel kan selecteren. Eventueel met begeleiding van de maker die woorden kiest die verband houden met een bepaald onderwerp of een specifieke reeks woorden. Veel serieuze ontwerpers voegen woorden toe aan de database als uitdrukking van hun persoonlijke creativiteit of voor gebruik in een gewenst onderwerp. De software kan de ontwerper ook helpen door woorden te vinden voor een specifieke plaats in een raster, door snel te zoeken naar alle mogelijke woorden die passen. Software kan het invullen versnellen door woorden uit een database aan te bevelen voor verschillende plaatsen in het diagram. Hoewel een computer automatisch een heel diagram kan invullen, verwerpen degenen die hun vak serieus nemen deze gedachte. "Vertrouwen op automatisch aanvullen is als het schrijven van een artikel zonder proeflezen, redigeren of herschrijven", schreef ontwerper Gorski.
Maar de woorden en zinnen die de software voorstelt zijn slechts zo goed als de woordendatabase van een kruiswoordraadselontwerper. Puzzelontwerpers maken daarom liefst persoonlijke lijsten met duizenden woorden, zinnen en namen, gekozen uit elke denkbare bron: online woordenboeken, films, liedjes, gesprekken. Ontwerpers kunnen ook een score geven aan de woorden in hun lijsten. De software kan dan herkennen welke termen het meest waardevol zijn en deze aanbevelen boven andere woorden. "Kruiswoordpuzzels moeten, net als elke andere kunst, het leven weerspiegelen", volgens Will Shortz, die in 1993 bij The Times begon. "Ik zoek naar woordenschatkwaliteit, naar woorden en uitdrukkingen die interessant, levend en algemeen vertrouwd zijn, met zo min mogelijk dubbelzinnigheid of 'kruiswoordraadseltaal'. Omdat puzzelaars niet alleen een bepaalde woordenschat verwachten, maar ook verlangen naar die 'aha'-momenten die gepaard gaan met het ontcijferen van een moeilijke aanwijzing of het ontdekken van een thema."

## Uitgevers
De kruiswoordraadsels die heden ten dage op de markt komen, worden bijna allemaal gemaakt met behulp van computersoftware. 
De puzzels die in Nederland en Vlaanderen op de markt komen, zijn doorgaans van de hand van een van merknamen van uitgeverij Keesing:Sanders, Denksport en Puzzelsport. Individuele puzzelmakers zijn zeldzaam geworden.

## Soorten kruiswoordpuzzels

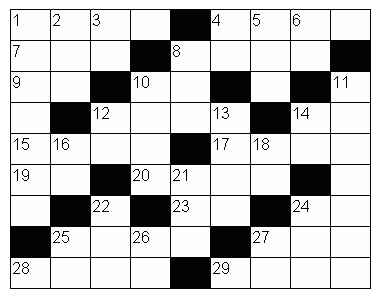
Japanse kruiswoordpuzzel
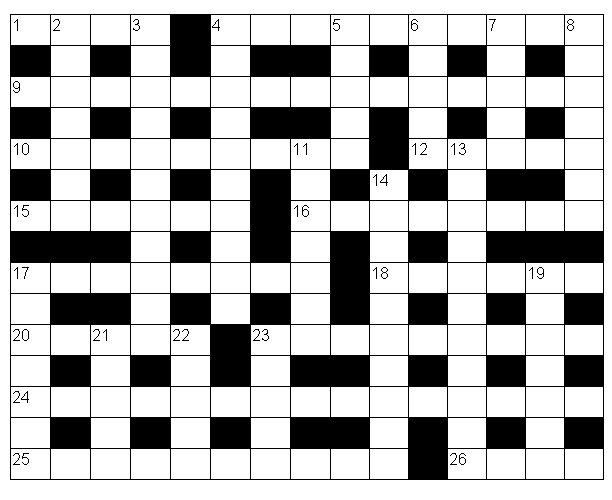
Britse kruiswoordpuzzel
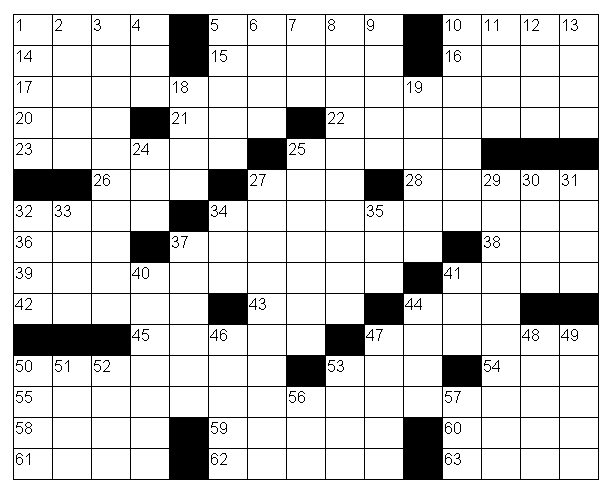
Amerikaanse kruiswoordpuzzel
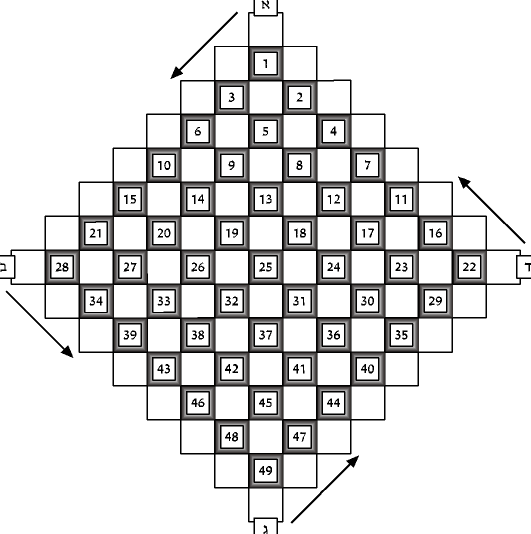
Hebreeuwse kruiswoordpuzzel
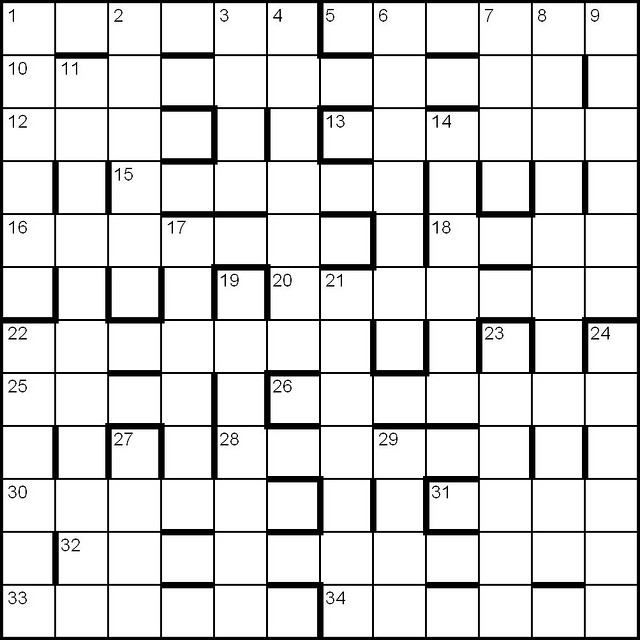
balkjes in plaats van vakjes

Aanvulpuzzel
· anagrampuzzel
· citaatpuzzel
· cryptogram
· doorloper
· droedel
· filippine
· hartbrekerpuzzel
· kruiswoordpuzzel
· paardensprong
· paspuzzel
· pentagrampuzzel
· petpuzzel
· rebus
· scrabble
· slashpuzzel
· spiraalpuzzel
· taartpuzzel
· weefpuzzel
· woordritsen
· woordladder
· woordvlechten
· woordworm
· woordzoeker
· wordfeud
· wordle
· wurdian
· Zweedse puzzel